# Onychomys torridus
Onychomys torridus é uma espécie de roedor da família Cricetidae.
Pode ser encontrada nos seguintes países: México e Estados Unidos da América.
Esta espécie de roedor possui uma mutação em no gene que codifica uma subunidade do canal de sódio, Nav1.8 (SCN10A). Esta mutação, que induz uma alteração na sequência de aminoácidos na proteína, faz com que este animal seja imune ao veneno produzido pelo escorpião da espécie Centruroides sculpturatus, podendo desta forma alimentar-se dele.